# Remi Lens
Remi Adriaan Lens (Arendonk, 15 april 1902 - Turnhout, 26 januari 1983) was een Belgisch priester, onderwijzer en kunstenaar.

## Levensloop
Lens doorliep studies Grieks en Latijn aan het Sint-Jozefcollege te Turnhout, vervolgens studeerde hij van 1921 tot 1927 aan het Aartsbisschoppelijk Groot Seminarie te Mechelen. Op 18 april 1927 werd hij door kardinaal Jozef Van Roey gewijd tot priester en ging hij aan de slag als leraar op het Klein Seminarie te Hoogstraten.
Aldaar bleef hij actief tot zijn aanstelling als onderpastoor in de parochie Onze-Lieve-Vrouw te Vosselaar, een functie die hij uitoefende tot eind 1958. In deze periode ontwikkelde hij zijn 'kerstspel' en ontwierp hij circa 65 processies (waaronder de Heilig Bloedprocessie te Hoogstraten), alsook vlaggen en monumenten. Daarnaast was hij actief als schilder, tekenaar en beeldend kunstenaar.
In 1959 verhuisde hij naar het begijnhof van Turnhout, waar hij zou verblijven tot kort voor zijn dood. Aldaar voltooide hij zijn kruisweg voor de Sint-Jozefkerk te Vosselaar en schreef hij zijn kerstboek. Dit werk werd in 1969 uitgegeven onder de titel Kerstmis met Lens. Daarnaast was hij actief als kapelaan van het Sint-Elisabethziekenhuis te Turnhout. 
Hij overleed in het rusthuis Sint-Lucia te Turnhout, de uitvaartplechtigheid vond plaats op lichtmis in de Sint-Pieterskerk te Turnhout. Hij is ereburger van Vosselaar alwaar tevens een plein naar hem werd vernoemd, met name het Remi Lensplein.

## Bekende werken
- De Heilig Bloedprocessie te Hoogstraten. (i.s.m. Jozef Lauwerys)[1][2]
- Het grafmonument voor Ernest Van der Hallen op het kerkhof 'Kloosterheide' te Lier. (i.s.m. Flor van Reeth)
- De Kruisweg in de voormalige Sint-Jozefkerk te Vosselaar.
- Het ontwerp van de Kapel van de Wampenberg te Arendonk.[3]
- Het ontwerp van de Onze-Lieve-Vrouwekerk te Vosselaar.[4]
- Het ontwerp van de kapel van de Broekkant te Arendonk.[5]
- Verschillende fresco's in het Mariakapel te Vosselaar.

- Digitale Bibliotheek voor de Nederlandse Letteren: lens001
- Library of Congress Control Number: n88075900
- Nederlandse Thesaurus van Auteursnamen: 070054215
- RKD-Nederlands Instituut voor Kunstgeschiedenis: 49398
- Virtual International Authority File: 16313142
- WorldCat: E39PBJt44ThPWR9Bm3trp6hmBP